# Andrei Iwanowitsch Borissenko
Andrei Iwanowitsch Borissenko (russisch Андрей Иванович Борисенко; * 17. April 1964 in Leningrad, Russische SFSR) ist ein ehemaliger russischer Kosmonaut.

## Ausbildung
Nach der erfolgreichen Beendigung der Physik- und Mathematikschule 30 in Leningrad 1981, erreichte Borissenko 1987 am Leningrader Mechanischen Institut einen Abschluss in Flug- und Steuerungsdynamik. Von 1987 bis 1989 arbeitete er als ziviler Ingenieur bei der Sowjetischen Marine.

## Berufsleben
Anschließend wechselte er zu NPO Energija. Bis 1999 arbeitete er in der Analysegruppe für die Bordsysteme der Mir im Flugleitzentrum in Koroljow. Danach war er Schichtflugdirektor erst für die Mir und später im ISS-Programm. Am kontrollierten Wiedereintritt der Mir im März 2001 war er direkt beteiligt.
Am 29. Mai 2003 wurde er von der Kosmonautenabteilung des Energija-Konzerns als Kandidat ausgewählt, seine Kosmonautengrundausbildung schloss er im Juni 2005 mit Auszeichnung ab. Bis 2008 erfolgte ein erweitertes Weltraumtraining. Seitdem befand er sich im Training für einen Langzeitaufenthalt auf der Internationalen Raumstation. Er war der Ersatzmann für Michail Kornijenko während dessen Flug als Bordingenieur der Mission Sojus TMA-18 zur ISS.
Borissenko war Bordingenieur der Expedition 27 und Kommandant der Expedition 28. Er startete am 4. April 2011 (Ortszeit: 5. April) zusammen mit Alexander Samokutjajew und Ronald Garan im Raumschiff Sojus TMA-21 und landete wieder am 16. September 2011.
Am 19. Oktober 2016 startete Borissenko zu seinem zweiten Raumflug. Zusammen mit Sergei Ryschikow und Shane Kimbrough flog er im Raumschiff Sojus MS-02 zur ISS. Dort arbeitete er als Bordingenieur der Expeditionen 49 und 50. Die Landung erfolgte am 10. April 2017.
Am 26. Februar 2021 schied Borissenko aus dem Kosmonautenkorps aus. Laut Roskosmos entschied er sich dazu auf Empfehlung der zuständigen Raumfahrtmediziner.

## Privates
Andrei Borissenko ist verheiratet und hat zwei Kinder. Zu seinen Hobbys gehören Fischen, Badminton und Autoreisen.